# 荒野の泉
『荒野の泉』（こうやのいずみ、原題: Streams in the Desert）は、レテー・カウマンによって編集され、1925年に英語の原版が出版された、ディボーションのための本である。日本語版は山崎亭治によって1960年に翻訳出版された。
オズワルド・チェンバーズの『いと高き方のもとに』と共にディボーションの本としての名作として知られる。
チャールズ・スポルジョン、F・B・マイヤー、アンドリュー・マーレー、A・B・シンプソン、ハンナ・スミスなどの著作の抜粋に、聖書の言葉と詩とカウマンの言葉を加えて編集され、一年を通して読めるように、日付が振ってある。
1997年にゾンダーヴァンより現代語版が編集され、それが日本語で翻訳され「潤った園のように」として1999年に日本ホーリネス出版局から出版された。